# Val-de-Roulans
Val-de-Roulans è un comune francese di 136 abitanti situato nel dipartimento del Doubs nella regione della Borgogna-Franca Contea.

## Società

### Evoluzione demografica
Abitanti censiti